# 1921 у футболі
Нижче наведені футбольні події 1921 року у всьому світі.

## Засновані клуби
- Домжале (Словенія)
- Желєзнічар (Сараєво) (Боснія і Герцеговина)
- Літекс (Болгарія)
- Спортінг (Брага) (Португалія)

## Національні чемпіони
- Австрія: Рапід (Відень)
- Англія: Бернлі
- Бельгія: Роял Дарінг Клаб Моренберг
- Данія: Академіск БК
- Ісландія: Фрам
- Італія: Про Верчеллі
- Люксембург: Фола
- Нідерланди: НАК Бреда
- Німеччина: Нюрнберг
- Парагвай: Клуб Гуарані
- Швеція: ІФК Ескільстуна
- Шотландія: Рейнджерс
- Україна: ЗЗбірна міста Харкова
- Угорщина: МТК
- Уругвай: Пеньяроль